# Tamon Honda
Tamon Honda (jap. 本田多聞 Honda Tamon; ur. 15 sierpnia 1963 w Jokohamie) – japoński zapaśnik w stylu wolnym i wrestler. Trzykrotny olimpijczyk. Piąte miejsce w Los Angeles 1984; odpadł w eliminacjach w Seulu 1988 i jedenasty w Barcelonie 1992. Na dwóch pierwszych igrzyskach startował w kategorii 100 kg, a na ostatnich w wadze 130 kg.
Dwukrotny uczestnik mistrzostw świata; siódmy w 1983. Czwarty na igrzyskach azjatyckich w 1990 i siódmy w 1986. Złoto w 1983 i brąz 1992 w mistrzostwach Azji.
W latach 1993–2000 startował w zawodowych walkach All Japan Pro Wrestling, a od 2000 do 2010 był zawodnikiem Pro Wrestling Noah.
Jest synem Daisaburo Hondy, kajakarza olimpijczyka z Tokio 1964 i kuzynem Keisuke Hondy, piłkarza olimpijczyka z Pekinu 2008.